# Euphorbia glyptosperma
Euphorbia glyptosperma är en törelväxtart som beskrevs av Georg George Engelmann. Enligt Catalogue of Life ingår Euphorbia glyptosperma i släktet törlar och familjen törelväxter, men enligt Dyntaxa är tillhörigheten istället släktet törlar och familjen törelväxter. Arten förekommer tillfälligt i Sverige, men reproducerar sig inte. Inga underarter finns listade i Catalogue of Life.